# Yves-François Blanchet
Yves-François Blanchet (Drummondville, Quebec, 16 d'abril de 1965), és un polític canadenc, graduat en Antropologia i Història per la Universitat de Mont-real. Des del 17 de gener de 2019 és líder del Bloc Quebequès.